# Ligue des champions masculine de l'EHF 2006-2007
Navigation
Ligue des champions 2005-2006 Ligue des champions 2007-2008
La saison 2006-2007 de la Ligue des champions masculine de l'EHFest la 47e édition de la compétition, anciennement Coupe d'Europe des clubs champions. Organisée par l'EHF, elle met aux prises 39 équipes européennes.
Cette édition a vu le THW Kiel remporter son premier titre aux dépens du SG Flensburg-Handewitt et succède au BM Ciudad Real.

## Présentation

### Formule
Sept équipes se sont qualifiées par le biais d'un tour préliminaire au début du mois de septembre et ont rejoint les 25 déjà qualifiées en fonction du classement de leur pays réalisé à partir des performances des années précédentes. Les 32 équipes sont réparties dans huit groupes de quatre, où elles disputent un championnat à 6 journées. Les deux premiers de chaque groupe seront qualifiés pour la phase finale disputée en match aller et retour, y compris la finale.

### Participants
| 1er | FC Barcelone           |  |  |
| 2e  | BM Ciudad Real         |  |  |
| 3e  | Portland San Antonio   |  |  |
| 4e  | BM Valladolid          |  |  |
|     | Allemagne              |  |  |
| 1er | THW Kiel               |  |  |
| 2e  | SG Flensburg-Handewitt |  |  |
| 3e  | VfL Gummersbach        |  |  |

|     | France               | Hongrie        | Slovénie          | Danemark            |
| --- | -------------------- | -------------- | ----------------- | ------------------- |
| 1er | Montpellier Handball | Veszprém KSE   | RK Celje          | Kolding IF Håndbold |
| 2e  | Chambéry Savoie HB   | SC Pick Szeged | RK Hrpelje-Kozina | GOG Svendborg TGI   |

|     | Bosnie-Herzégovine | Croatie              | Islande        | Pologne     | Russie           |
| --- | ------------------ | -------------------- | -------------- | ----------- | ---------------- |
| 1er | RK Bosna Sarajevo  | RK Badel 1862 Zagreb | Fram Reykjavik | Wisła Płock | Medvedi Tchekhov |

|     | Slovaquie             | Rép. tchèque     | Suède                | Suisse               | Ukraine            |
| --- | --------------------- | ---------------- | -------------------- | -------------------- | ------------------ |
| 1er | MSK Považská Bystrica | HC Baník Karviná | Hammarby IF Handboll | Kadetten Schaffhouse | HC Portovik Youjne |

| - Autriche : A1 Bregenz - Biélorussie : HC Meshkov Brest - Chypre : SPE Strovolos Nicosie - Grèce : Panellínios Athènes - Italie : Handball Casarano - Lituanie : Viking Malt Panevezys - Luxembourg : HC Berchem | - Macédoine : RK Metalurg Skopje - Norvège : Sandefjord TIF - Pays-Bas : HV KRAS/Volendam - Portugal : ABC Braga - Roumanie : HCM Constanța - Serbie : Étoile rouge de Belgrade - Turquie : Milli Piyango SK |

## Tour préliminaire
Les quatorze équipes sont toutes championnes de leur pays et seuls les sept vainqueurs rejoindront les vingt-cinq autres en phase de groupes. Les matchs aller se sont disputés du 1er au 10 septembre 2006.
| Équipe              | Aller   | Total   | Retour  | Équipe                   |
| ------------------- | ------- | ------- | ------- | ------------------------ |
| Panellínios Athènes | 25 – 23 | 47 – 46 | 22 – 23 | SPE Strovolos Nicosie    |
| Milli Piyango SK    | 33 – 37 | 62 – 73 | 29 – 36 | Étoile rouge de Belgrade |
| A1 Bregenz          | 39 – 16 | 69 – 40 | 30 – 24 | Viking Malt Panevezys    |
| HV KRAS/Volendam    | 23 – 31 | 49 – 55 | 25 – 24 | HC Meshkov Brest         |
| HCM Constanța       | 38 – 24 | 63 – 44 | 25 – 30 | Handball Casarano        |
| RK Metalurg Skopje  | 30 – 28 | 62 – 55 | 32 – 27 | ABC Braga                |
| HC Berchem          | 26 – 37 | 50 – 80 | 24 – 43 | Sandefjord TIF           |

## Phase de groupes

### Composition des chapeaux
Le tirage au sort a eu lieu le 29 juillet 2006 à Vienne, en Autriche :
| Chapeau 1            | Chapeau 2              | Chapeau 3             | Chapeau 4                |
| -------------------- | ---------------------- | --------------------- | ------------------------ |
| Veszprém KSE         | Portland San Antonio   | MSK Považská Bystrica | RK Bosna Sarajevo        |
| BM Ciudad Real       | SC Pick Szeged         | Kadetten Schaffhouse  | HC Meshkov Brest         |
| KIF Kolding          | Chambéry Savoie HB     | Wisła Płock           | Étoile rouge de Belgrade |
| RK Zagreb            | SG Flensburg-Handewitt | Medvedi Tchekhov      | RK Metalurg Skopje       |
| THW Kiel             | GOG Svendborg TGI      | HC Baník Karviná      | HCM Constanța            |
| RK Celje             | VfL Gummersbach        | Fram Reykjavik        | Sandefjord TIF           |
| FC Barcelone         | RK Hrpelje-Kozina      | Hammarby IF Handboll  | Panellínios Athènes      |
| Montpellier Handball | BM Valladolid          | HC Portovik Youjne    | A1 Bregenz               |

### Légende
| Légende pour le classement - Qualification pour le your principal - Reversé en 1/8 de finale de la Coupe des coupes - Éliminé | Légende pour les scores - Équipe à domicile victorieuse - Match nul - Équipe à l'extérieur victorieuse |

### Groupe A
|   | Équipe                | Pts | J | G | N | P | Bp  | Bc  | Diff |  | Résultats (dom.\ext.) |       |       |       |       |
| - | --------------------- | --- | - | - | - | - | --- | --- | ---- |  | --------------------- | ----- | ----- | ----- | ----- |
| 1 | Portland San Antonio  | 10  | 6 | 5 | 0 | 1 | 199 | 146 | 53   |  | Portland San Antonio  |       | 34-27 | 34-26 | 42-25 |
| 2 | Veszprém KSE          | 10  | 6 | 5 | 0 | 1 | 207 | 160 | 47   |  | Veszprém KSE          | 23-21 |       | 34-34 | 46-26 |
| 3 | RK Bosna Sarajevo     | 6   | 6 | 2 | 0 | 4 | 167 | 188 | -21  |  | RK Bosna Sarajevo     | 22-32 | 25-31 |       | 39-28 |
| 4 | MSK Považská Bystrica | 6   | 6 | 0 | 0 | 6 | 161 | 240 | -79  |  | MSK Považská Bystrica | 23-36 | 30-46 | 29-31 |       |

### Groupe B
|   | Équipe               | Pts | J | G | N | P | Bp  | Bc  | Diff |  | Résultats (dom.\ext.) |       |       |       |       |
| - | -------------------- | --- | - | - | - | - | --- | --- | ---- |  | --------------------- | ----- | ----- | ----- | ----- |
| 1 | BM Ciudad Real       | 12  | 6 | 6 | 0 | 0 | 206 | 162 | 44   |  | BM Ciudad Real        |       | 32-25 | 39-31 | 39-29 |
| 2 | SC Pick Szeged       | 7   | 6 | 3 | 1 | 2 | 153 | 153 | 0    |  | SC Pick Szeged        | 20-25 |       | 27-27 | 28-23 |
| 3 | Kadetten Schaffhouse | 5   | 6 | 2 | 1 | 3 | 168 | 169 | -1   |  | Kadetten Schaffhouse  | 30-37 | 22-23 |       | 30-20 |
| 4 | HC Meshkov Brest     | 0   | 6 | 0 | 0 | 6 | 146 | 189 | -43  |  | HC Meshkov Brest      | 27-34 | 20-34 | 23-28 |       |

### Groupe C
|   | Équipe                   | Pts | J | G | N | P | Bp  | Bc  | Diff |  | Résultats (dom.\ext.)    |       |       |       |       |
| - | ------------------------ | --- | - | - | - | - | --- | --- | ---- |  | ------------------------ | ----- | ----- | ----- | ----- |
| 1 | Kolding IF Håndbold      | 11  | 6 | 5 | 1 | 0 | 199 | 153 | 46   |  | Kolding IF Håndbold      |       | 32-32 | 35-18 | 33-22 |
| 2 | Chambéry Savoie HB       | 7   | 6 | 3 | 1 | 2 | 171 | 163 | 8    |  | Chambéry Savoie HB       | 26-32 |       | 21-13 | 34-28 |
| 3 | Wisła Płock              | 4   | 6 | 2 | 0 | 4 | 141 | 170 | -29  |  | Wisła Płock              | 25-31 | 32-31 |       | 31-19 |
| 4 | Étoile rouge de Belgrade | 2   | 6 | 1 | 0 | 5 | 158 | 183 | -25  |  | Étoile rouge de Belgrade | 30-36 | 26-27 | 33-22 |       |

### Groupe D
|   | Équipe                 | Pts | J | G | N | P | Bp  | Bc  | Diff |  | Résultats (dom.\ext.)  |       |       |       |       |
| - | ---------------------- | --- | - | - | - | - | --- | --- | ---- |  | ---------------------- | ----- | ----- | ----- | ----- |
| 1 | SG Flensburg-Handewitt | 10  | 6 | 5 | 0 | 1 | 199 | 164 | 35   |  | SG Flensburg-Handewitt |       | 34-29 | 35-28 | 43-24 |
| 2 | Medvedi Tchekhov       | 8   | 6 | 4 | 0 | 2 | 182 | 164 | 18   |  | Medvedi Tchekhov       | 33-27 |       | 29-24 | 40-25 |
| 3 | RK Zagreb              | 6   | 6 | 3 | 0 | 3 | 153 | 148 | 5    |  | RK Zagreb              | 21-23 | 26-19 |       | 32-24 |
| 4 | RK Metalurg Skopje     | 0   | 6 | 0 | 0 | 6 | 148 | 206 | -58  |  | RK Metalurg Skopje     | 29-37 | 28-32 | 18-22 |       |

### Groupe E
|   | Équipe            | Pts | J | G | N | P | Bp  | Bc  | Diff |  | Résultats (dom.\ext.) |       |       |       |       |
| - | ----------------- | --- | - | - | - | - | --- | --- | ---- |  | --------------------- | ----- | ----- | ----- | ----- |
| 1 | THW Kiel          | 6   | 6 | 6 | 0 | 0 | 244 | 170 | 74   |  | THW Kiel              |       | 34-32 | 47-31 | 44-25 |
| 2 | GOG Svendborg TGI | 6   | 6 | 3 | 0 | 3 | 203 | 180 | 23   |  | GOG Svendborg TGI     | 28-32 |       | 33-17 | 45-32 |
| 3 | HCM Constanța     | 5   | 6 | 2 | 1 | 3 | 172 | 205 | -33  |  | HCM Constanța         | 28-37 | 33-28 |       | 29-29 |
| 4 | HC Baník Karviná  | 1   | 6 | 0 | 1 | 5 | 175 | 239 | -64  |  | HC Baník Karviná      | 26-50 | 32-37 | 31-34 |       |

### Groupe F
|   | Équipe          | Pts | J | G | N | P | Bp  | Bc  | Diff |  | Résultats (dom.\ext.) |       |       |       |       |
| - | --------------- | --- | - | - | - | - | --- | --- | ---- |  | --------------------- | ----- | ----- | ----- | ----- |
| 1 | RK Celje        | 10  | 6 | 5 | 0 | 1 | 205 | 168 | 37   |  | RK Celje              |       | 31-27 | 38-27 | 35-24 |
| 2 | VfL Gummersbach | 10  | 6 | 5 | 0 | 1 | 210 | 177 | 33   |  | VfL Gummersbach       | 34-31 |       | 36-25 | 38-29 |
| 3 | Sandefjord TIF  | 4   | 6 | 2 | 0 | 4 | 179 | 202 | -23  |  | Sandefjord TIF        | 26-37 | 35-37 |       | 35-26 |
| 4 | Fram Reykjavik  | 0   | 6 | 0 | 0 | 6 | 163 | 210 | -47  |  | Fram Reykjavik        | 30-33 | 26-38 | 28-31 |       |

### Groupe G
|   | Équipe               | Pts | J | G | N | P | Bp  | Bc  | Diff |  | Résultats (dom.\ext.) |       |       |       |       |
| - | -------------------- | --- | - | - | - | - | --- | --- | ---- |  | --------------------- | ----- | ----- | ----- | ----- |
| 1 | FC Barcelone         | 12  | 6 | 6 | 0 | 0 | 205 | 152 | 53   |  | FC Barcelone          |       | 38-21 | 34-24 | 33-28 |
| 2 | RK Hrpelje-Kozina    | 6   | 6 | 3 | 0 | 3 | 168 | 180 | -12  |  | RK Hrpelje-Kozina     | 26-29 |       | 32-25 | 30-28 |
| 3 | Panellínios Athènes  | 4   | 6 | 2 | 0 | 4 | 160 | 197 | -37  |  | Panellínios Athènes   | 22-37 | 32-27 |       | 34-30 |
| 4 | Hammarby IF Handboll | 2   | 6 | 1 | 0 | 5 | 182 | 186 | -4   |  | Hammarby IF Handboll  | 31-34 | 28-32 | 37-23 |       |

### Groupe H
|   | Équipe               | Pts | J | G | N | P | Bp  | Bc  | Diff |  | Résultats (dom.\ext.) |       |       |       |       |
| - | -------------------- | --- | - | - | - | - | --- | --- | ---- |  | --------------------- | ----- | ----- | ----- | ----- |
| 1 | BM Valladolid        | 10  | 6 | 4 | 2 | 0 | 197 | 162 | 35   |  | BM Valladolid         |       | 34-25 | 31-21 | 35-24 |
| 2 | Montpellier Handball | 9   | 6 | 4 | 1 | 1 | 173 | 144 | 29   |  | Montpellier Handball  | 29-29 |       | 26-16 | 37-24 |
| 3 | HC Portovik Youjne   | 4   | 6 | 2 | 0 | 4 | 138 | 161 | -23  |  | HC Portovik Youjne    | 28-33 | 24-27 |       | 27-24 |
| 4 | A1 Bregenz           | 1   | 6 | 0 | 1 | 5 | 144 | 185 | -41  |  | A1 Bregenz            | 35-35 | 17-29 | 20-22 |       |

## Phase finale

### Qualification et tirage au sort
| \| Montpellier Chambéry Veszprém Kozina GOG Szeged Celje Tchekhov Kiel Ciudad Real Barcelone Kolding San Antonio Valladolid Flensburg Gummersbach \| Localisation des équipes en phase finale. |
| Montpellier Chambéry Veszprém Kozina GOG Szeged Celje Tchekhov Kiel Ciudad Real Barcelone Kolding San Antonio Valladolid Flensburg Gummersbach                                                 |

Les huit premiers ainsi que les huit deuxièmes de chaque groupe participent à la phase finale, qui débute par les huitième de finale. Les équipes se trouvant dans le Chapeau 1 tomberont face aux équipes du Chapeau 2 et à notez que celle-ci reçoivent au match aller.

### Composition des chapeaux
Les chapeaux sont réalisés simplement en prenant le classement des seize équipes dans leur groupe respectif.
Le tirage au sort a lieu le 14 novembre 2006 à Vienne, en Autriche.
| Chapeau 1              | Chapeau 2            |
| ---------------------- | -------------------- |
| Portland San Antonio   | Veszprém KSE         |
| BM Ciudad Real         | SC Pick Szeged       |
| Kolding IF Håndbold    | Chambéry Savoie HB   |
| SG Flensburg-Handewitt | Medvedi Tchekhov     |
| THW Kiel               | GOG Svendborg TGI    |
| VfL Gummersbach        | RK Hrpelje-Kozina    |
| FC Barcelone           | RK Celje             |
| BM Valladolid          | Montpellier Handball |

### Huitièmes de finale
| Équipe 1             | Équipe 2               | Aller           | Retour           | Total    |
| -------------------- | ---------------------- | --------------- | ---------------- | -------- |
| Montpellier Handball | FC Barcelone           | 3 décembre 2006 | 9 décembre 2006  | 51 – 54  |
| Montpellier Handball | FC Barcelone           | 28 – 25         | 23 – 29          | 51 – 54  |
| Veszprém KSE         | Kolding IF Håndbold    | 2 décembre 2006 | 9 décembre 2006  | 60 – 53  |
| Veszprém KSE         | Kolding IF Håndbold    | 32 – 22         | 28 – 31          | 60 – 53  |
| RK Hrpelje-Kozina    | Portland San Antonio   | 3 décembre 2006 | 9 décembre 2006  | 52 – 70  |
| RK Hrpelje-Kozina    | Portland San Antonio   | 23 – 34         | 29 – 36          | 52 – 70  |
| GOG Svendborg TGI    | BM Ciudad Real         | 3 décembre 2006 | 9 décembre 2006  | 58 – 64  |
| GOG Svendborg TGI    | BM Ciudad Real         | 28 – 33         | 30 – 31          | 58 – 64  |
| SC Pick Szeged       | BM Valladolid          | 3 décembre 2006 | 10 décembre 2006 | 49 – 50  |
| SC Pick Szeged       | BM Valladolid          | 25 - 25         | 24 – 25          | 49 – 50  |
| RK Celje             | SG Flensburg-Handewitt | 2 décembre 2006 | 8 décembre 2006  | 67 – 67* |
| RK Celje             | SG Flensburg-Handewitt | 41 – 31         | 26 – 36          | 67 – 67* |
| Medvedi Tchekhov     | VfL Gummersbach        | 2 décembre 2006 | 9 décembre 2006  | 60 – 69  |
| Medvedi Tchekhov     | VfL Gummersbach        | 31 – 37         | 29 – 32          | 60 – 69  |
| Chambéry Savoie HB   | THW Kiel               | 4 décembre 2006 | 7 décembre 2006  | 60 – 76  |
| Chambéry Savoie HB   | THW Kiel               | 33 – 39         | 27 – 37          | 60 – 76  |

*Flensburg qualifié grâce à la règle de buts marqué à l'extérieur (31 contre 26)

### Quarts de finale
Le tirage au sort a eu lieu le 12 décembre 2006 à Vienne.
| Équipe 1               | Équipe 2             | Aller           | Retour        | Total   |
| ---------------------- | -------------------- | --------------- | ------------- | ------- |
| BM Valladolid          | VfL Gummersbach      | 24 février 2007 | 4 mars 2007   | 70 – 68 |
| BM Valladolid          | VfL Gummersbach      | 36 – 36         | 34 – 32       | 70 – 68 |
| Veszprém KSE           | THW Kiel             | 24 février 2007 | 1er mars 2007 | 71 – 75 |
| Veszprém KSE           | THW Kiel             | 39 – 36         | 32 – 39       | 71 – 75 |
| BM Ciudad Real         | Portland San Antonio | 24 février 2007 | 4 mars 2007   | 55 – 58 |
| BM Ciudad Real         | Portland San Antonio | 26 – 21         | 29 – 37       | 55 – 58 |
| SG Flensburg-Handewitt | FC Barcelone         | 23 février 2007 | 3 mars 2007   | 60 – 55 |
| SG Flensburg-Handewitt | FC Barcelone         | 31 – 21         | 29 – 34       | 60 – 55 |

### Demi-finales
| Équipe 1               | Équipe 2      | Aller        | Retour         | Total   |
| ---------------------- | ------------- | ------------ | -------------- | ------- |
| Portland San Antonio   | THW Kiel      | 25 mars 2007 | 30 mars 2007   | 64 – 65 |
| Portland San Antonio   | THW Kiel      | 30 – 28      | 34 – 37        | 64 – 65 |
| SG Flensburg-Handewitt | BM Valladolid | 23 mars 2007 | 1er avril 2007 | 56 – 55 |
| SG Flensburg-Handewitt | BM Valladolid | 32 – 30      | 24 – 25        | 56 – 55 |

### Finale
Le club allemand du THW Kiel remporte son premier titre en s'imposant 57 à 55 face au club allemand de SG Flensburg-Handewitt.
Match aller
| 22 avril 2007 17 h 30 | SG Flensburg-Handewitt | 28 – 28   | THW Kiel           | Campushalle, Flensbourg Affluence : 6 300 Arbitrage : Vicente Breto León et Jesús Huelin Trillo |
| 22 avril 2007 17 h 30 | Lars Christiansen 9    | (10 – 12) | Nikola Karabatic 8 | Campushalle, Flensbourg Affluence : 6 300 Arbitrage : Vicente Breto León et Jesús Huelin Trillo |
| 22 avril 2007 17 h 30 | ×3 ×7 ×1               | EHF       | ×2 ×9 ×1           | Campushalle, Flensbourg Affluence : 6 300 Arbitrage : Vicente Breto León et Jesús Huelin Trillo |

- SG Flensburg-Handewitt : Beutler, Holpert - Christiansen (9), Jensen   (6), Lacković (4), Boldsen  (3), Lijewski (2), Nielsen  (2), Stryger (2), Eggert, Johannsen, Knudsen  , Lauritzen , Behren
- THW Kiel : Omeyer, Andersson - Karabatic   (8), Zeitz  (7), Andersson (5), Klein (4), Kavtičnik   (2), Lundström  (2), Linders     , Xepkin

Match retour
| 29 avril 2007 17 h 30 | THW Kiel           | 29 – 27         | SG Flensburg-Handewitt | Sparkassen-Arena, Kiel Affluence : 10 300 Arbitrage : Miroslaw Baum, Marek Góralczyk |
| 29 avril 2007 17 h 30 | Nikola Karabatic 9 | (15 – 10)       | Marcin Lijewski 7      | Sparkassen-Arena, Kiel Affluence : 10 300 Arbitrage : Miroslaw Baum, Marek Góralczyk |
| 29 avril 2007 17 h 30 | ×3 ×2 ×1           | EHF Hand action | ×3 ×2 ×1               | Sparkassen-Arena, Kiel Affluence : 10 300 Arbitrage : Miroslaw Baum, Marek Góralczyk |

- THW Kiel : Omeyer (16 arrêts), M. Andersson - Karabatic (9/16 dt 1/2 pen., ), Zeitz (7/16, ), K. Andersson (5/9 dt 3/3 pen.), Kavtičnik (4/6), Linders (2/2,  ), Klein (1/3, ), Lundström (1/2), Lövgren, Xepkin
- SG Flensburg-Handewitt : Holpert (13 arrêts), Beutler (2 arrêts) - Lijewski (6/10), Eggert (4/4 dt 3/3 pen.,  ), Johannsen (4/10), Knudsen (3/4, ), Lacković (3/8), Vranjes (3/5, ), Boldsen (2/2, ), Christiansen (2/4 dt 2/2 pen., ), Jensen (0/1, ), Stryger (0/1), Lauritzen, Nielsen.

## Le champion d'Europe
| Champion d'Europe EHF Ligue des champions 2007 THW Kiel 1er titre |

## Statistiques
| Rang | Joueur                  | Club                   | Buts |
| ---- | ----------------------- | ---------------------- | ---- |
| 1    | Nikola Karabatic        | THW Kiel               | 89   |
| 2    | Lars Christiansen       | SG Flensburg-Handewitt | 84   |
| 3    | Kiril Lazarov           | Veszprém KSE           | 82   |
| 4    | Eric Gull               | BM Valladolid          | 79   |
| 5    | Kim Andersson           | THW Kiel               | 73   |
| 6    | Henrik Lundström        | THW Kiel               | 65   |
| 7    | Alen Muratovic          | BM Valladolid          | 64   |
| 7    | Guðjón Valur Sigurðsson | VfL Gummersbach        | 64   |
| 9    | Siarhei Harbok          | RK Celje               | 60   |
| 9    | Daniel Narcisse         | VfL Gummersbach        | 60   |